# 古墓丽影：最后的启示
《古墓丽影：最后的启示》是一款由Core Design制作、Eidos Interactive在Windows和PlayStation等多个平台发行的动作冒险游戏，古墓丽影系列第4款游戏。臺灣由第三波資訊代理Windows版發售。
本作的特征是具有一些新的动作。劳拉可以抓住挂在天花板上的绳子并且摇晃軀體，以飛躍到原本自身能力所無法到達之處。

## 劇情
1984年，16歲的蘿拉與她的考古學老師威爾納‧馮‧克洛伊在吳哥窟的一次探勘中找到了寶物「彩虹女神」，但因為馮‧克洛伊的貪婪，想要強行取走彩虹女神，結果慘遭彩虹女神反噬，而被彩虹女神囚禁，獨留蘿拉一人逃出。
15年後，蘿拉在埃及帝王谷的賽特之墓找到了荷露斯的護身符，但蘿拉卻在取得護身符的過程中無意之間釋放了邪惡的風暴之神賽特，傳說中賽特被荷露斯所擊敗，被流放到沙漠才成為了風暴之神，為避免賽特強大的力量帶來災害，蘿拉必須重新將賽特封印回去......

## 評價
《古墓丽影：最后的启示》在英国市场的2周内成为最畅销游戏。本游戏收到正面评价。GameRankings给予本游戏PlayStation版本79.21%的分数。